# Austrálie na Letních olympijských hrách 1928
Austrálii na Letních olympijských hrách v roce 1928 v nizozemském Amsterdamu reprezentovalo 18 sportovců v 6 sportech. Ve výpravě bylo 14 mužů a 4 ženy.

## Medailisté
| Medaile | Jméno        | Sport      | Soutěž                        |
| ------- | ------------ | ---------- | ----------------------------- |
| Zlato   | Bobby Pearce | Veslování  | Muži skif                     |
| Stříbro | Boy Charlton | Plavání    | Muži 400 m prsa volný způsob  |
| Stříbro | Boy Charlton | Plavání    | Muži 1 500 m volný způsob     |
| Bronz   | Dunc Gray    | Cyklistika | Muži 1 000 m s pevným startem |